# Intel Active Management Technology
Die Intel Active Management Technology, abgekürzt iAMT, ist ein von Intel entwickeltes proprietäres Lights-Out-Management-System zur Administration und Fernwartung von Computersystemen, basierend auf Intel vPro. iAMT besteht aus einer eigenen und vom restlichen Computersystem unabhängigen Hardwarekomponente, der Intel Management Engine (Intel ME), welche in allen aktuellen Chipsätzen von Intel in Form eines eigenen Mikrocontrollers, wie dem Intel Quark, fix eingebaut ist.
Dieser autonome Mikrocontroller wird über die permanente 5-V-Versorgung des Netzteils versorgt und läuft somit immer, sobald das Rechnersystem angesteckt, aber noch nicht eingeschaltet ist. Der Mikrocontroller verfügt über eigene interne Schnittstellen, ausgestattet mit einer extern zugänglichen Ethernetschnittstelle. Unabhängig vom eigentlichen Rechnersystem kann damit auf alle Systembestandteile zugegriffen werden, auch wenn sich das Computersystem in einem nicht funktionsfähigen oder ausgeschalteten Zustand befindet. Als Software kommen im Rahmen von iAMT verschiedene fix im System programmierte Softwaremodule zum Einsatz, die unter anderem einen Webserver beinhalten, welcher den Zugang zu iAMT mittels Webbrowser gestattet.
iAMT wird in praktisch allen Desktops, Servern und Tablets eingesetzt, welche auf Intel vPro basieren. Unter anderem sind das die Intel-Core-i-Serien i5, i7, i9 ab Gen8 und die Intel-Xeon-Prozessorfamilien.
Aufgrund der weitgehenden Kontrolle, die iAMT über einen damit ausgerüsteten Rechner gewährt, ist eine ausreichende Absicherung gegen unbefugten Zugriff erforderlich. Nicht alle Funktionen von iAMT sind vollständig offengelegt, sie können teilweise nur durch Reverse Engineering ermittelt werden.

## Funktionen
Zu den iAMT-Grundfunktionen zählt es, den Rechner zurücksetzen zu können, die Stromversorgung ein- oder auszuschalten und die Tastatur, Maus und Bildschirmausgaben über das Netzwerk in Form eines eingebauten KVM-Switch umzuleiten. Weiter bestehen Möglichkeiten, im BIOS des Rechnersystems Veränderungen vornehmen oder das BIOS neu zu programmieren und die seriellen Schnittstellen mit Bootmeldungen über das Netzwerk umzuleiten. Neuere Firmwareversionen von iAMT ab Version 6 bieten auch die Möglichkeit, über Virtual Network Computing (VNC) Zugriff auf die grafische Oberfläche des Rechnersystems zu erlangen und den Netzwerkverkehr nach bestimmten Mustern zu beobachten.

## Sicherheitslücken
Bereits 2015 warnte das Bundesamt für Sicherheit in der Informationstechnik vor dem Risiko der AMT-Fernwartungstechnik und schätzte das entsprechende Risiko für Nutzer als hoch ein.
Im November 2017 wurde bekannt, dass eine Reihe von Lücken in der Intel Management Engine sowie im Authentifizierungstool Trusted Execution Engine es erlaubt, Rechner komplett zu übernehmen. Die Sicherheitslücke betrifft alle seit 2010 ausgelieferten Management Engines.
Bereits 2013 hatte es technische Bedenken, Anhaltspunkte und Spekulationen um eventuelle Hintertüren in der Management Engine gegeben.

## Vergleich der AMT-Versionen
| Feature                                                  | AMT 1.0 (Desktop) | AMT 2.0/2.1 (Desktop) | AMT 2.5/2.6 (Mobile) | AMT 3.0 (Desktop) | AMT 4.0 (Mobile) | AMT 5.0 (Desktop) | 6.0 (Desktop & Mobile) | 7.0 & 8.0 (Desktop & Mobile) | 9.0 (Desktop & Mobile) | 10.0 (Desktop & Mobile) | 11.0 (Desktop & Mobile) |
| -------------------------------------------------------- | ----------------- | --------------------- | -------------------- | ----------------- | ---------------- | ----------------- | ---------------------- | ---------------------------- | ---------------------- | ----------------------- | ----------------------- |
| Hardware Inventory                                       | Ja                | Ja                    | Ja                   | Ja                | Ja               | Ja                | Ja                     | Ja                           | Ja                     | Ja                      | Ja                      |
| Persistent ID                                            | Ja                | Ja                    | Ja                   | Ja                | Ja               | Ja                | Ja                     | Ja                           | Ja                     | Ja                      | Ja                      |
| Remote Power On/Off                                      | Ja                | Ja                    | Ja                   | Ja                | Ja               | Ja                | Ja                     | Ja                           | Ja                     | Ja                      | Ja                      |
| Serial over LAN (SOL)/IDE redirect                       | Ja                | Ja                    | Ja                   | Ja                | Ja               | Ja                | Ja                     | Ja                           | Ja                     | Ja                      | Ja                      |
| Event Management                                         | Ja                | Ja                    | Ja                   | Ja                | Ja               | Ja                | Ja                     | Ja                           | Ja                     | Ja                      | Ja                      |
| Third-party Data Storage                                 | Ja                | Ja                    | Ja                   | Ja                | Ja               | Ja                | Ja                     | Ja                           | Ja                     | Ja                      | Ja                      |
| Built-in web server                                      | Ja                | Ja                    | Ja                   | Ja                | Ja               | Ja                | Ja                     | Ja                           | Ja                     | Ja                      | Ja                      |
| Flash Protection                                         | Ja                | Ja                    | Ja                   | Ja                | Ja               | Ja                | Ja                     | Ja                           | Ja                     | Ja                      | Ja                      |
| Firmware Update                                          | Ja                | Ja                    | Ja                   | Ja                | Ja               | Ja                | Ja                     | Ja                           | Ja                     | Ja                      | Ja                      |
| TCP/IP, SOAP XML/EOI                                     | Ja                | Ja                    | Ja                   | Ja                | Ja               | Ja                | Ja                     | Nein                         | Nein                   | Nein                    | Nein                    |
| HTTP Digest/TLS                                          | Ja                | Ja                    | Ja                   | Ja                | Ja               | Ja                | Ja                     | Ja                           | Ja                     | Ja                      | Ja                      |
| Static and dynamic IP                                    | Ja                | Ja                    | Ja                   | Ja                | Ja               | Ja                | Ja                     | Ja                           | Ja                     | Ja                      | Ja                      |
| System Defense                                           | Nein              | Ja                    | Ja                   | Ja                | Ja               | Ja                | Ja                     | Ja                           | Ja                     | Ja                      | Ja                      |
| Agent Presence                                           | Nein              | Ja                    | Ja                   | Ja                | Ja               | Ja                | Ja                     | Ja                           | Ja                     | Ja                      | Ja                      |
| Power Policies                                           | Nein              | Ja                    | Ja                   | Ja                | Ja               | Ja                | Ja                     | Ja                           | Ja                     | Ja                      | Ja                      |
| Mutual Authentication                                    | Nein              | Ja                    | Ja                   | Ja                | Ja               | Ja                | Ja                     | Ja                           | Ja                     | Ja                      | Ja                      |
| Kerberos (Protokoll)                                     | Nein              | Ja                    | Ja                   | Ja                | Ja               | Ja                | Ja                     | Ja                           | Ja                     | Ja                      | Ja                      |
| TLS-PSK                                                  | Nein              | Ja                    | Ja                   | Ja                | Ja               | Ja                | Ja                     | Ja                           | Ja                     | Ja                      | Ja                      |
| Privacy Icon                                             | Nein              | 2.1 und höher         | Ja                   | Ja                | Ja               | Ja                | Ja                     | Ja                           | Ja                     | Ja                      | Ja                      |
| ME Wake-on-LAN                                           | Nein              | 2.1 und höher         | Ja                   | Ja                | Ja               | Ja                | Ja                     | Ja                           | Ja                     | Ja                      | Ja                      |
| Remote Configuration                                     | Nein              | 2.2 und höher         | 2.6 und höher        | Ja                | Ja               | Ja                | Ja                     | Ja                           | Ja                     | Ja                      | Ja                      |
| Wireless Configuration                                   | Nein              | Nein                  | Ja                   | Nein              | Ja               | Nein              | Ja                     | Ja                           | Ja                     | Ja                      | Ja                      |
| Endpoint Access Control (EAC) 802.1                      | Nein              | Nein                  | Ja                   | Ja                | Ja               | Ja                | Ja                     | Ja                           | Ja                     | Ja                      | Ja                      |
| Power Packages                                           | Nein              | Nein                  | Ja                   | Nein              | Ja               | Nein              | Ja                     | Ja                           | Ja                     | Ja                      | Ja                      |
| Environment Detection                                    | Nein              | Nein                  | Ja                   | Nein              | Ja               | Nein              | Ja                     | Ja                           | Ja                     | Ja                      | Ja                      |
| Event Log Reader Realm                                   | Nein              | Nein                  | 2.6 und höher        | Ja                | Ja               | Ja                | Ja                     | Ja                           | Ja                     | Ja                      | Ja                      |
| System Defense Heuristics                                | Nein              | Nein                  | Nein                 | Ja                | Nein             | Ja                | Ja                     | Ja                           | Ja                     | Ja                      | Ja                      |
| WS-Management interface                                  | Nein              | Nein                  | Nein                 | Ja                | Ja               | Ja                | Ja                     | Ja                           | Ja                     | Ja                      | Ja                      |
| VLAN settings for Intel AMT network interfaces           | Nein              | Nein                  | Nein                 | Ja                | Nein             | Ja                | Nein                   | Ja                           | Ja                     | Ja                      | Ja                      |
| Fast Call For Help (Client Initiated Remote Access CIRA) | Nein              | Nein                  | Nein                 | Nein              | Ja               | Ja                | Ja                     | Ja                           | Ja                     | Ja                      | Ja                      |
| Access Monitor                                           | Nein              | Nein                  | Nein                 | Nein              | Ja               | Ja                | Ja                     | Ja                           | Ja                     | Ja                      | Ja                      |
| MS Network Access Protection (NAP) support               | Nein              | Nein                  | Nein                 | Nein              | Ja               | Ja                | Ja                     | Ja                           | Ja                     | Ja                      | Ja                      |
| Virtualization Support for Agent Presence                | Nein              | Nein                  | Nein                 | Nein              | Nein             | Ja                | Ja                     | Ja                           | Ja                     | Ja                      | Ja                      |
| PC Alarm Clock                                           | Nein              | Nein                  | Nein                 | Nein              | Nein             | 5.1 und höher     | Ja                     | Ja                           | Ja                     | Ja                      | Ja                      |
| KVM switch Remote Control                                | Nein              | Nein                  | Nein                 | Nein              | Nein             | Nein              | Ja                     | Ja                           | Ja                     | Ja                      | Ja                      |
| Wireless Profile Synchronization                         | Nein              | Nein                  | Nein                 | Nein              | Nein             | Nein              | Ja                     | Ja                           | Ja                     | Ja                      | Ja                      |
| Support for IPv6                                         | Nein              | Nein                  | Nein                 | Nein              | Nein             | Nein              | Ja                     | Ja                           | Ja                     | Ja                      | Ja                      |
| Host-based Provisioning                                  | Nein              | Nein                  | Nein                 | Nein              | Nein             | Nein              | 6.1 und höher          | Ja                           | Ja                     | Ja                      | Ja                      |
| Host-based over the Internet Provisioning                | Nein              | Nein                  | Nein                 | Nein              | Ja               | Ja                | Ja                     | Ja                           | Ja                     | Ja                      | Ja                      |
| Zero-touch over the Internet Provisioning                | Nein              | Nein                  | Nein                 | Nein              | Ja               | Ja                | Ja                     | Ja                           | Ja                     | Ja                      | Ja                      |
| Graceful Shutdown                                        | Nein              | Nein                  | Nein                 | Nein              | Nein             | Nein              | Nein                   | Nein                         | Ja                     | Ja                      | Ja                      |
| Screen blanking                                          | Nein              | Nein                  | Nein                 | Nein              | Nein             | Nein              | Nein                   | Nein                         | Nein                   | Ja                      | Ja                      |
| Graceful power operations                                | Nein              | Nein                  | Nein                 | Nein              | Nein             | Nein              | Nein                   | Nein                         | Nein                   | Ja                      | Ja                      |
| Secure erasure of storage nodes                          | Nein              | Nein                  | Nein                 | Nein              | Nein             | Nein              | Nein                   | Nein                         | Nein                   | Nein                    | Ja                      |